# 舊蒂普市 (印地安納州)
舊蒂普市（英語：Old Tip Town）是位於美國印地安納州馬歇爾縣的一個非建制地區。該地的面積和人口皆未知。